# Microporella cribrosa
Microporella cribrosa är en mossdjursart som beskrevs av Osburn 1952. Microporella cribrosa ingår i släktet Microporella och familjen Microporellidae. Inga underarter finns listade i Catalogue of Life.